# Palafreno

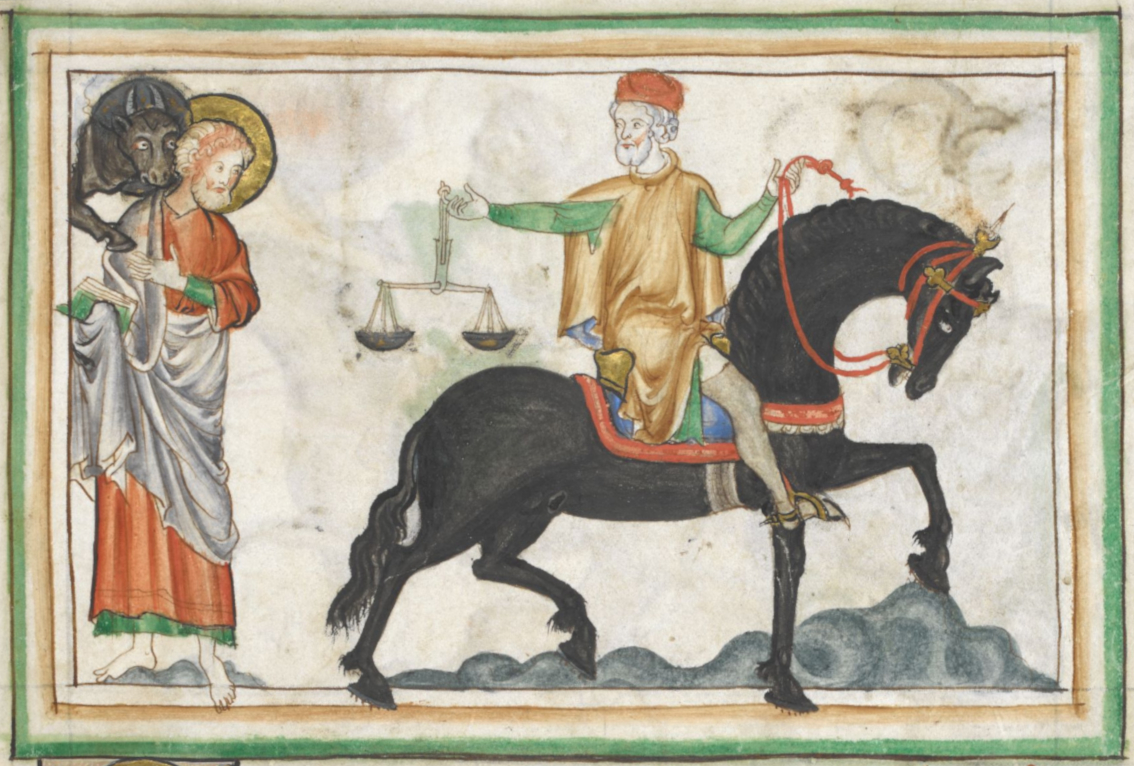
Un dipinto medievale di un palafreno

Il palafreno fu un tipo di cavallo molto apprezzato come cavallo da sella nel Medioevo. Era un cavallo più leggero rispetto al destriero impiegato per la guerra, di solito un'andatura liscia che poteva camminare, adatto a cavalcare su lunghe distanze. I palafreni non erano una razza specifica come le razze di cavalli sono intese oggi.

## Etimologia
La parola "palfrey" è affine alla parola tedesca per un cavallo (di qualsiasi tipo), Pferd . Entrambi discendono dal latino, paraveredus, che significa cavallo di posta o cavallo da corriere, a sua volta derivante dal gallico vorēdos. Il termine tedesco moderno per un palafreno è Zelter, che letteralmente significa ambio ed è affine all'islandese, tölt.

## Allevamento
Un palafreno di solito era il tipo di cavallo da sella più costoso e altamente allevato durante il Medioevo, a volte eguagliando il prezzo del destriero del cavaliere. Di conseguenza, era popolare tra i nobili, le dame e i cavalieri di alto rango per l'equitazione, la caccia e l'uso cerimoniale. I cavalieri cavalcavano palafreni in battaglia in modo che i loro cavalli da guerra più pesanti non fossero affaticati durante il combattimento.

## Andatura

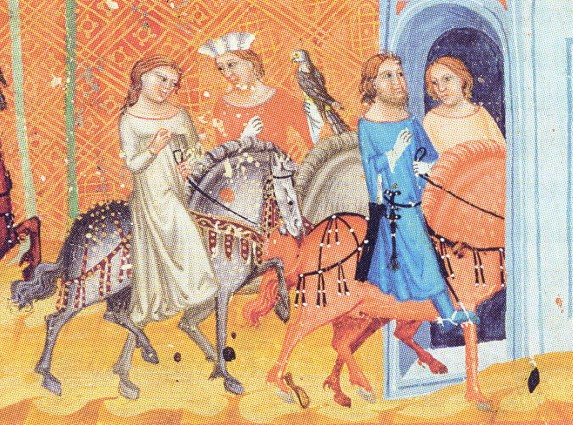
Il palafreno era considerato una cavalcatura appropriata per le donne

La caratteristica significativa del palafreno era l'andatura fluida, oggi indicata come "ambio", diversa dal trotto del destriero. L'ambio è il nome dato a un gruppo di andature fluide a quattro tempi più veloci del passo, ma più lente di un galoppo allungato o di un piccolo galoppo. Il trotto è un'andatura a due battute, circa 8 mph, adatta a coprire molto terreno in tempi relativamente brevi. Tuttavia, il cavallo ha anche un po' di elasticità nel suo movimento poiché cambia paia di gambe diagonali ad ogni battito, e quindi può essere duro per un cavaliere, e anche il trotto spinge su zaini o armi in misura considerevole. L'ambio è veloce quanto il trotto, non stancante per un cavallo che lo esegue con naturalezza e molto più dolce per il cavaliere. Pertanto, poiché gran parte del trasporto via terra nel Medioevo era a cavallo, con lunghe distanze da percorrere, era molto desiderato un cavallo dall'andatura regolare.
L'ambio è raggiunto dal cavallo quando si muove con un ritmo di quattro passi, derivato dall'andatura laterale a due tempi nota come andatura o dal trotto diagonale, con i due tempi spezzati in modo che siano quattro. Esistono diverse varianti, ma la maggior parte ha una sequenza laterale di passi (posteriore sinistro, anteriore sinistro, posteriore destro, anteriore destro) o una sequenza diagonale (posteriore sinistro, anteriore destro, posteriore destro, anteriore sinistro). In entrambi i casi, solo un piede alla volta è completamente sollevato da terra. Tale andatura può essere mantenuta per lunghe distanze e talvolta a velocità considerevole. I moderni studi genetici hanno verificato che la capacità di ambizione è legata a uno specifico meccanismo genetico.

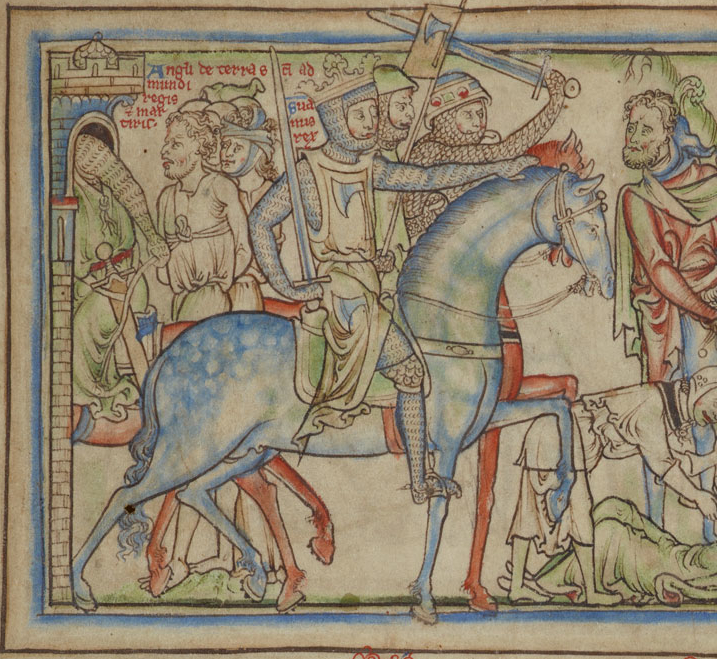
Immagine di un palafreno all'ambia.

I cavalli ambii sono ormai rari in Europa. Furono effettivamente sostituiti dai cavalli da trotto per diversi motivi: il primo era che con il miglioramento delle strade, i viaggi in carrozza divennero più comuni e le razze di cavalli da trotto erano generalmente più grandi e più forti, più adatte al lavoro da svolgere. Un altro motivo fu l'ascesa del purosangue e di altre razze sviluppate per le corse di cavalli e per la cavalleria leggera, entrambe le quali richiedevano cavalli in grado di galoppare per lunghi periodi di tempo. Anche le razze veloci al galoppo tendono a trottare piuttosto che ad andare avanti o indietro. Nelle Americhe si continuarono ad allevare cavalli da passeggio, sia negli Stati Uniti meridionali che in America Latina.
Le andature lisce e ambie oggi hanno molti nomi, tra cui: piede singolo, passo passo, tolt, rack, paso corto e fox trot. Ci sono ancora molte razze da passeggio, in particolare in Nord America dove oggi vengono chiamate cavalli con andatura. Alcune di queste razze includono il Missouri Fox Trotter, il Tennessee Walking Horse, il cavallo islandese e un sottogruppo all'interno dell'American Saddlebred . Il Paso Fino e il Paso peruviano, razze sviluppate in America Latina, eseguono due o tre diverse andature ambigue di varia velocità, e sono probabilmente i discendenti moderni più vicini del palafreno medievale.